# Szifra i Pua
Szifra i Pua – postacie biblijne występujące w Księdze Wyjścia.
Były położnymi w Egipcie, które okazały nieposłuszeństwo faraonowi, gdy ten nakazał im zabijać wszystkie hebrajskie dzieci płci męskiej, czym zyskały sobie przychylność Boga, który nagrodził je potomstwem. 